# Fishbone
A Fishbone Los Angeles-i rockegyüttes, de zenéjükre jellemző különböző stílusok keveredése, úgy mint reggae, ska, funk, punk rock, heavy metal. Az együttes 1979-ben alakult.

## Eredeti felállás
- Angelo Moore (ének, szaxofon, teremin)
- Norwood Fisher (basszusgitár, vokál)
- Fish (dob), Kendall Jones (gitár, vokál)
- Chris Dowd (billentyűsök, harsona, vokál)
- "Dirty" Walter A. Kibby (vokál, trombita)

## Jelenlegi felállás
- Angelo Moore (ének, szaxofon, theremin)
- Rocky George (gitár)
- Curtis Storey (trombita, vokál)
- John McKnight (billentyűsök, harsona, gitár, vokál)
- Dre Gipson (billentyűsök, vokál)
- John Norwood Fisher (basszusgitár, vokál)
- John Steward (dobok).

## Diszkográfia
- In Your Face (1986)
- Truth and Soul (1988)
- The Reality of My Surroundings (1991)
- Give a Monkey a Brain and He'll Swear He's the Center of the Universe (1993)
- Chim Chim's Bad Ass Revenge (1996)
- Fishbone and the Familyhood Nextperience Present: The Psychotic Friends Nuttwerx (2000)
- Live at the Temple Bar and More (2002)
- Live in Amsterdam (CD/DVD – 2005)
- Still Stuck In Your Throat (2006)